# 天主教伊巴丹總教區
天主教伊巴丹總教區 （拉丁語：Archidioecesis Ibadanensis）是尼日利亞一個羅馬天主教教省總教區，位於第三大城市伊巴丹，下轄四個教區。是該國九個總教區之一。
1952年3月13日設達伊巴丹監牧區。1958年4月28日升為教區。1994年3月26日升為總教區。
2006年有教友352,680人（佔轄區總人口7.9%）、廿五個堂區、186名司鐸。現任教區總主教為加布瑞尔·阿贝根林。